# Dragonate

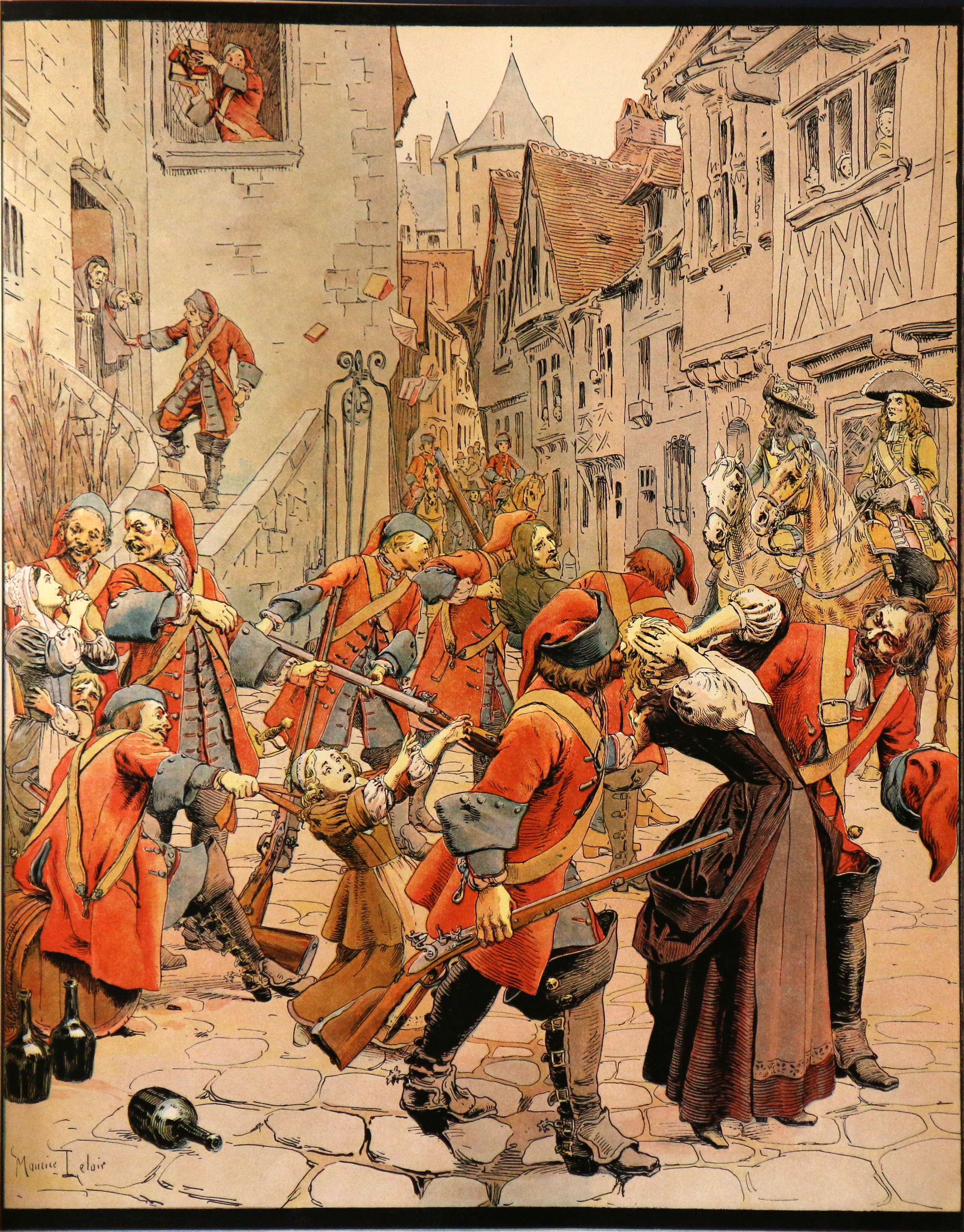
Dragonate: disegno di Maurice Leloir.

Le dragonate (dragonalhas in occitano, dragonnades in francese) furono una serie di particolari spedizioni punitive attuate, nell'ambito delle guerre di religione che si scatenarono in Francia nel periodo 1600-1700, dai sovrani borboni di Francia e in particolare da Luigi XIV di Francia contro i calvinisti, che in Francia erano chiamati ugonotti.
Il termine "Dragonate" deriva dal fatto che gli eccidi furono compiuti dalla guardia reale, ovvero i cosiddetti Dragoni.
Conseguenza delle Dragonate fu la scomparsa quasi totale degli ugonotti e dei calvinisti dal suolo francese, molti dei quali furono uccisi o emigrarono in altri stati europei (in particolare Svizzera, stati tedeschi ma anche Inghilterra) o nelle colonie d'oltreoceano; altra conseguenza di tali spedizioni fu la quasi totale scomparsa della cultura occitana dal sud della Francia

## Cronologia delle dragonate

### 1681-1686
- 1681 : prime dragonate nel Poitou, in Aunis e nel Saintonge.
- 18 luglio 1683 : dragonate nel Vivarais.
- settembre-ottobre 1683 : dragonate al Chambon-sur-Lignon, al Mazet-Saint-Voy e a Tence.
- inverno 1684 : dragonate nel baliaggio di Seltz in Alsazia.
- luglio 1685 : dragonate a Pau, nel Poitou, a Castres, nella valle del Rodano e nel Delfinato.
- 11 agosto 1685 : dragonate a Bergerac.
- 20 agosto 1685 : dragonate a Montauban.
- 1685 : nel Luberon, dragonate à Lacoste, Mérindol, Lourmarin, Joucas, Cabrières, anctico feudo del Vaud.
- settembre 1685 : dragonate nelle Cévennes, Haut et Bas-Languedoc.
- ottobre 1685 : dragonate in Normandia, nella Brie, poi in Champagne.
- 18 ottobre 1685 : editto di Fontainebleau (revoca dell'editto di Nantes)
- 26 ottobre 1685 : dragonate a Rouen.
- 13 novembre 1685 : dragonate a Caen.
- 17 novembre 1685 : dragonate a Montivilliers.
- 28 novembre 1685 : dragonate a Gruchet-Saint-Siméon.
- 29 novembre 1685 : dragonate a Le Havre.
- novembre 1685, dragonate nelle regioni del Nord e dell'Est, a Chartres, Dieppe, Nantes, poi nella diocesi di Meaux, in Champagne e a Sedan.
- dicembre 1685 : dragonate nella Brie fino a Soissons.
- 28 luglio 1686 : dragonate a Metz.

### 1744-1759
- dal 20 dicembre 1744 al 1º maggio 1745 : dragonate a Millau e nel Rouergue.
- 1758 : dragonate nel Béarn (Orthez, Salies et Bellocq) et en Guyenne (Sainte-Foy, Bregerac, Tonneins et Clairac), a Jonzac, le Louis, Segonzac.
- 1759 : dragonate a Chez-Piet.